# 日産・スカイラインセダン V36
V36型スカイラインセダン (SKYLINE SEDAN V36) は、日産自動車が日本で製造・販売していたセダン型高級乗用車である。

## 概要
2001年6月にR34型からV35型にモデルチェンジを行い、コンセプトを変更したスカイラインが2006年11月に12代目、V36型としてフルモデルチェンジを行った。基本的にはV35型からのキープコンセプトを継承し、先代が北米においてDセグメント車として市場と専門家の双方から高い評価を得ており、その評価を維持するために開発費もスカイラインが日本国内専売車であった時代に比べて格段に多くとられ、開発に際しては北米市場が大きく意識されたという。
キャッチフレーズは「日本のクルマに、ときめきが帰ってくる。」で、CMキャラクターには渡辺謙、イチローが起用された。
先代に引き続き、日本国外においては日産の高級車ブランド、インフィニティにおいてG35/G37/G25として販売された。ただし、2.5Lモデルは、当初日本および中国市場のみで販売されており、北米市場では2011年モデルから追加された。
覆面パトカーとして全国の警察本部に警護用として350GTセダン、機動捜査隊用として250GTセダンが配備されており、交通取り締まり用として埼玉県警察高速道路交通警察隊に4台の350GTセダンが配備されている。また、構内専用ながら安全運転中央研修所にはV36の白黒パトカーが配備されている。
なお、クーペモデルについては当初、旧型セダンの派生車であるCV35型クーペが併売されており、セダン発売から約1年後の2007年10月にCV36型にフルモデルチェンジされた。
製造は他のスカイラインシリーズなどと共に、日産自動車栃木工場で行われる。
また、2010年には次期パワートレインとして1モーター2クラッチのパラレル式ハイブリッドを搭載した開発車両が作られている。ただし、V36型では発売されておらず、次代のV37スカイラインハイブリッドとして生産、発売されている。
2013年11月には次期モデルであるV37型が発表されたが、3.5Lエンジンを搭載するハイブリッドモデルのみの販売となったため、V36型は2.5Lモデルのみ販売価格を引き下げて併売されたが2014年5月、V37型に2.0Lターボエンジンモデルが追加されたこともあり、在庫分のV36型は同年12月をもって販売終了となった。

## メカニズム

### パワートレイン

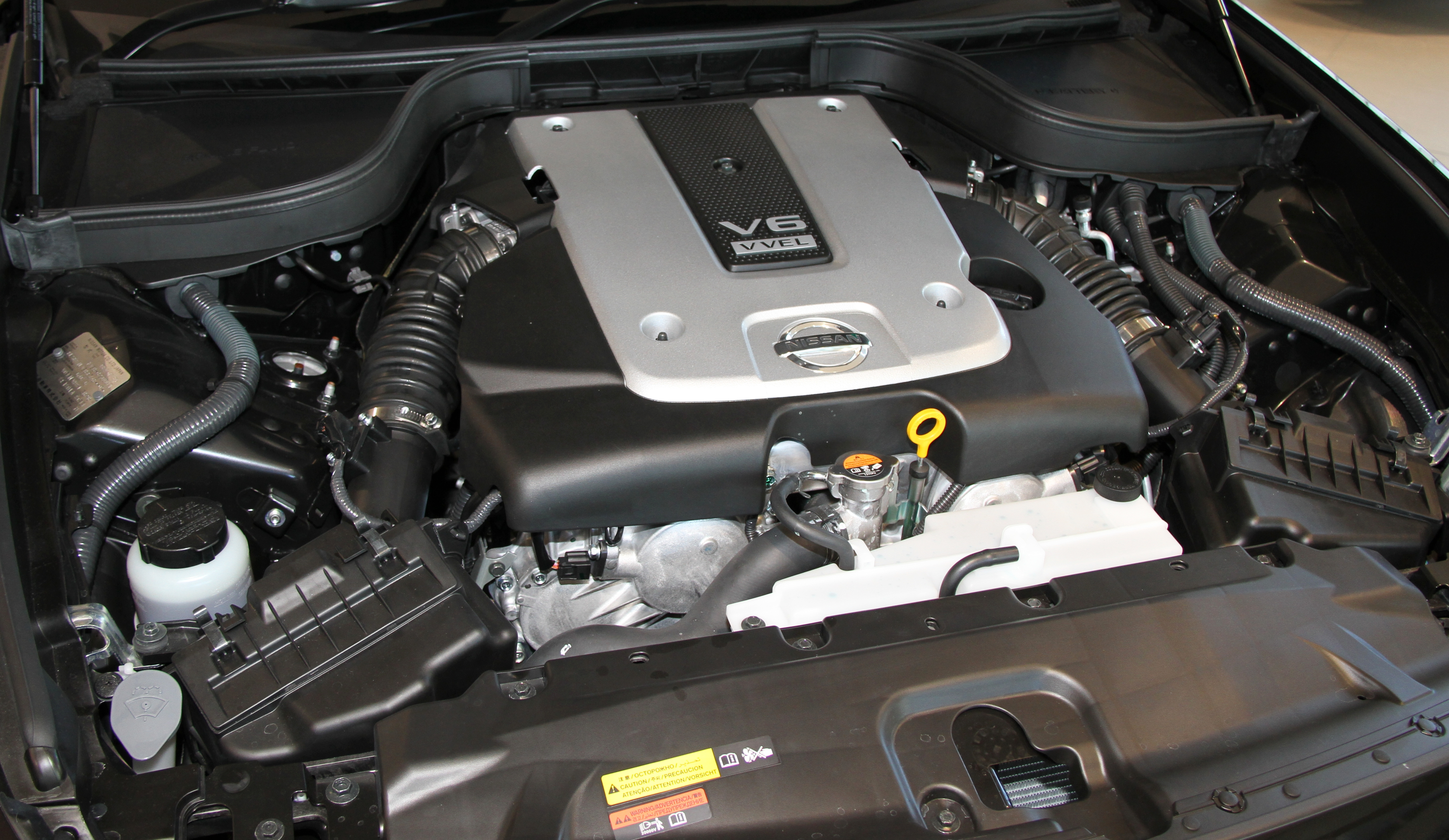
370GT エンジンルーム

エンジンは当初、V6 2.5LのVQ25HR型と同3.5L VQ35HR型の2種類が用意された。両機種ともこのモデルで初採用された新型エンジンであり、約80%の部品が新設計された。両エンジンとも先代モデル後期型から排気量自体は変更されていないが、特に3.5Lエンジンについては15%以上出力が向上しており、2.5LのFRモデルを除き、燃費性能も向上している。このVQHRエンジンは系列こそ同じ「VQ」ではあるが、まったくの新開発エンジンである。北米仕様のG35セダン向けVQ35HRは2007年1月米ワーズ社の「10ベストエンジン」を受賞した。VQエンジンとしては13年連続の受賞で、このような長い期間の連続受賞は単一のエンジンとしてはきわめて異例のことである。2008年12月の一部改良ではVQ35HRエンジンがV36型クーペから採用されているV6 3.7L VQ37VHR型エンジンに変更され、出力、燃費性能ともにさらに向上した。
トランスミッションについては当初、全車にジヤトコ製のJR507E型マニュアルモード付フルレンジ電子制御5速ATが採用されており、パドルシフトの設定もあった。このパドルシフトはマグネシウム製とすることで軽量化と剛性の強化を、本革張りとすることで質感の向上を図っている。一方で位置に関しては、誤操作を防ぐ配慮かステアリングホイールからやや遠い位置にあるが、一部の批評家にはこのことが不評である。2008年12月にはVQ37VHRエンジン搭載モデルの登場と同時に、当該エンジン搭載車のみトランスミッションが一部改良の前日に発売されたZ34型フェアレディZから採用されている同じくジヤトコ製のJR710E/JR711E型マニュアルモード付フルレンジ電子制御7速ATに変更された。その後同7速ATは2010年1月のマイナーチェンジで2.5Lエンジン搭載のFR車にも採用されたことにより、燃費性能が向上され「平成22年度燃費基準+15%」を達成。環境対応車普及促進税制に適合した。G35セダンには6速MTも設定されていた。
駆動方式は後輪駆動の他に四輪駆動（アテーサE-TS）が設定され、国内では四輪駆動車は2.5Lのみで、ATは5速となる。なお、インフィニティ・Gでは3.7LにもAWDモデルがあり、2.5L/3.7L AWDモデルにも7速ATが採用されている。他にスイッチ照明付きプッシュエンジンスターターを全車標準装備としている。
| モデル | 販売期間              | エンジン  | 排気量 (cc) | タイプ        | 最高出力 (kW (PS)/rpm) | 最大トルク (Nm (kgfm)/rpm) |
| ------ | --------------------- | --------- | ----------- | ------------- | ---------------------- | -------------------------- |
| 250GT  | 2006年11月-2010年1月  | VQ25HR型  | 2,495       | V型6気筒 DOHC | 165 (224) /6,800       | 263 (26.8) /4,800          |
| 250GT  | 2010年1月-2014年12月  | VQ25HR型  | 2,495       | V型6気筒 DOHC | 165 (224) /6,800       | 258 (26.3) /4,800          |
| 350GT  | 2006年11月-2014年12月 | VQ35HR型  | 3,498       | V型6気筒 DOHC | 234 (318) /6,800       | 358 (36.5) /4,800          |
| 370GT  | 2006年11月-2014年12月 | VQ37VHR型 | 3,696       | V型6気筒 DOHC | 243 (330) /7,000       | 361 (36.8) /5,200          |

### ボディ・シャシ
プラットフォームには新世代FR-Lプラットフォームが採用された。先代V35型とプラットフォーム名称こそ同じではあるが、完全な新設計となっており、エンジンとミッションの搭載位置も先代より15mm低くなっている。
新たに開発時に実際の走行シーンを見据えて剛性の向上が図られた。それにより最適な剛性向上量が検証され、結果として捩り剛性が40%、フロントスカットルより前方の横曲げ剛性が190%、リアの横曲げ剛性が30%向上されたことにより、剛性は同じくDセグメントに属する同クラスのドイツ車を凌ぐという。
フロントサスペンションには、先代のマルチリンク式からダブルウィッシュボーン式に変更された。リアには、先代と同じマルチリンク式が採用されたが、高剛性化・軽量化がなされた。

## デザイン

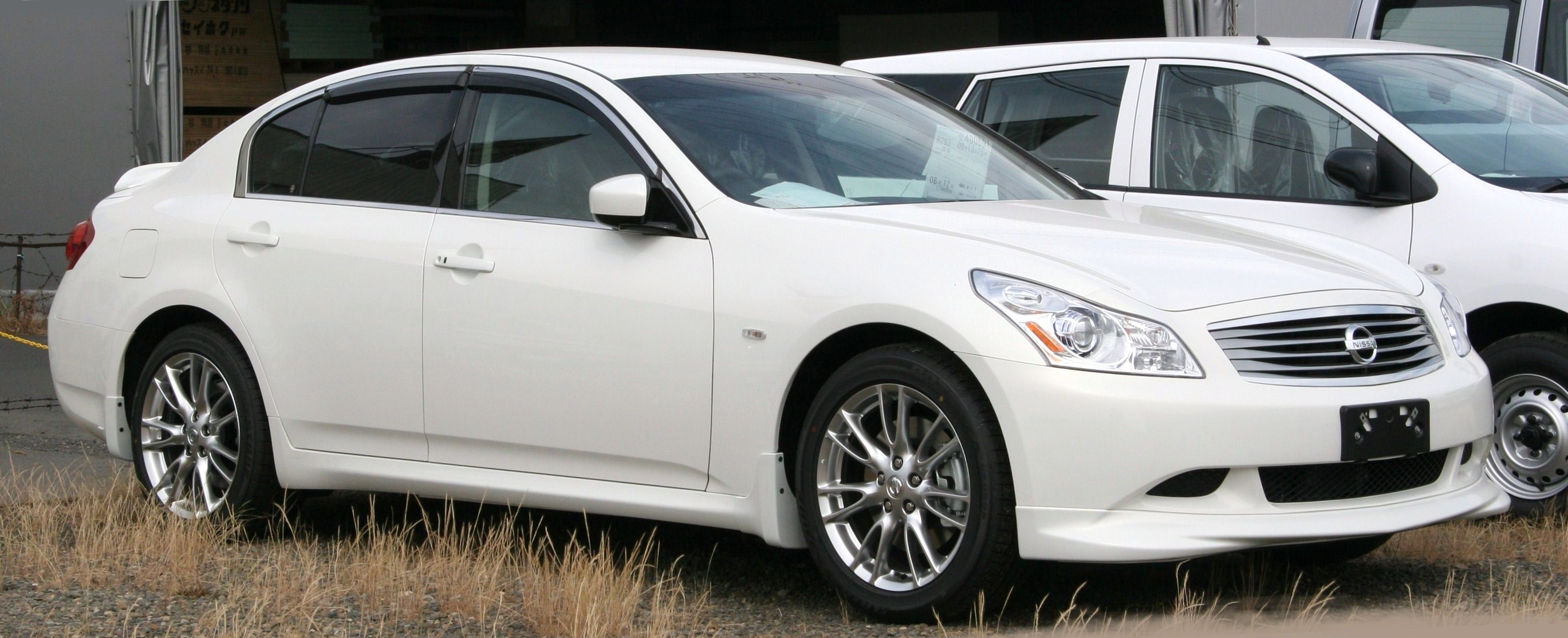
中期型Type S/Type SP
2008年12月-2010年1月

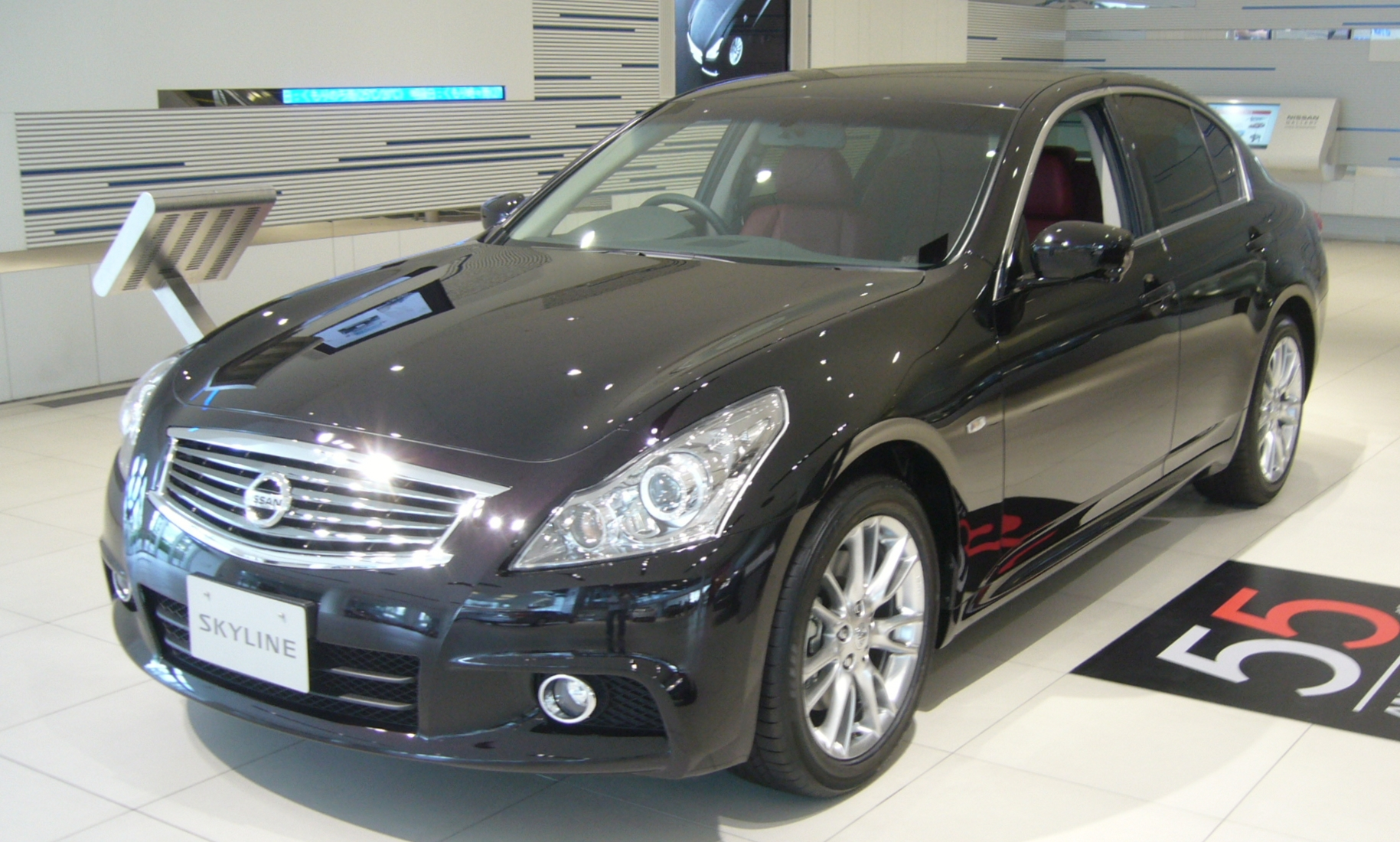
後期型 370GT Type SP 55th Limited

エクステリアデザインは、ダブルアーチグリルや丸型リアコンビネーションランプの採用が先代に引き続いて行われるなど、基本的にキープコンセプトとなったが、より抑揚のあるデザインがなされた。加えて、各所にインフィニティのデザインモチーフや歴代スカイラインのモチーフをあしらい、フロントのデザインはフーガを連想させるようなデザインになっている。グレード間の外観差はフーガのGT系とXV系のように明確ではないが、スポーツグレードの350GT typeSPと350GT typeSは専用スポーツバンパーおよび専用スポーツバンパーグリルとなる。また、先代では背が高すぎるという意見もあったため、ボディサイズは全幅+20mm、全高-20mmのサイズ変更が行われ、よりワイド&ローなスタイルとなった。しかしながら20mmの全高低下にもかかわらず、室内高については5mmの減少にとどまった。
インテリアについては、これまでの直線的なデザインから一新され、インフィニティモデル共通デザインの「ダブルウェーブ」が採用された。また、ヒップポイントは27mm低下され、スポーティな乗車姿勢とした。
また、2008年12月の一部改良ではミラー形状がスカイラインクーペに採用されているものと同型のものに変更され、クーペとのエクステリアでの共有部品がドアハンドル、サイドターンランプに加えて、1つ増加した。なお、後に発売されたスカイラインクロスオーバーとは、クーペを含めてサイドターンランプのみを共通部品とする。
2010年1月に行われたマイナーチェンジでは外装デザインが大幅に変更され、前後バンパー及びヘッドランプ、フロントグリルなどのデザインが変更され、同時に17インチホイールのデザインも変更された。

## 車載インフォテインメント

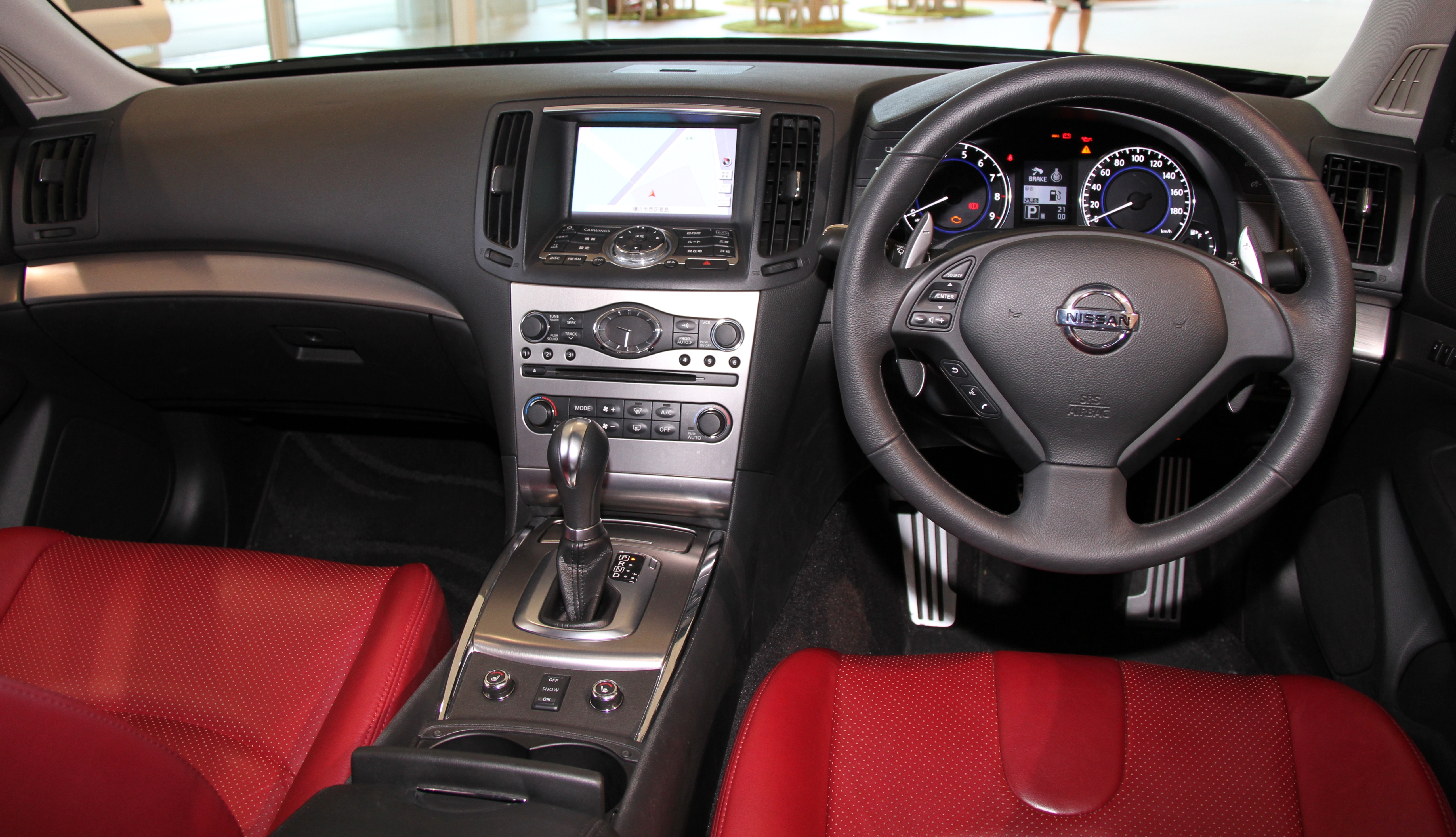
室内

ナビゲーションは日産初のHDDタイプが設定される。エンターテイメント機能として内蔵HDD（30GB）に最大約3,000曲分もの音楽データを収録可能なミュージックボックスとDVDおよびコンパクトフラッシュの再生機能がある。発売翌年にオーディオ機能に小変更が行われBluetoothオーディオ対応となった。ディーラーオプションのナビゲーターは設定されていない。オーディオにはBOSE社製のシステムを採用し、車内7組11個のスピーカーをスカイライン専用に新設計。これはHDDナビとのセットオプションとなる。基本の再生システムは250GT/250GT FOURにはスカイラインホログラフィックサウンドシステムII、他のグレードはスカイラインホログラフィックサウンドシステムIが標準装備される。IとIIの違いはCDプレイヤー（II）かインダッシュ6チェンジャーCDプレイヤー（I）かだけである。インテリアには本木目（オプション・材質はビュバンガ）と本アルミのパネルにエクリュ、ブラック、フォーブの内装色が選べる。また、フーガで好評のインパネ アナログ時計を全車標準装備する。

## ラインアップ

### グレード構成

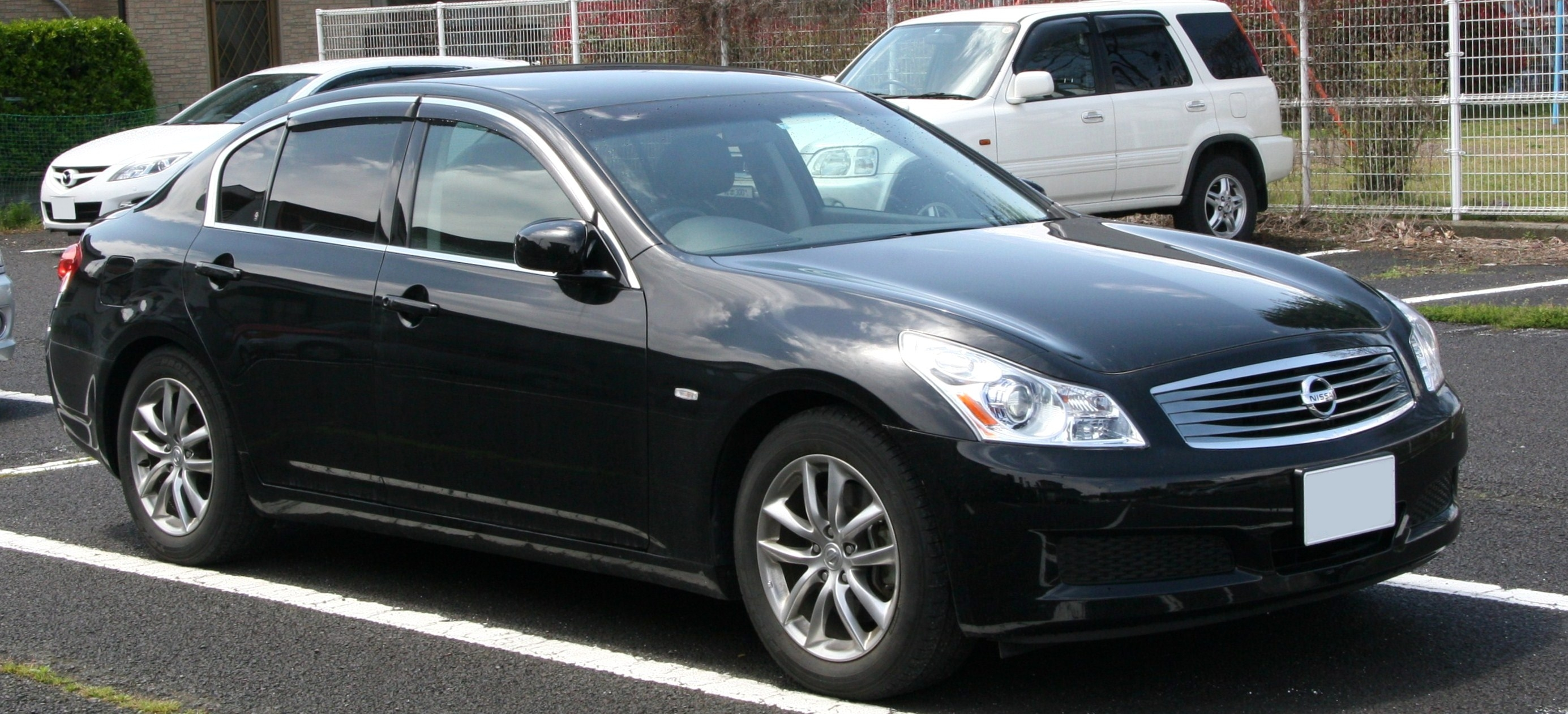
前期型250GT/Type V/Type P

グレード構成はVQ25HR型エンジンを搭載する「250GT」と、VQ35HR型エンジンを搭載し、2008年12月まで設定された「350GT」、そして2008年12月から設定されたVQ37VHR型エンジンを搭載する「370GT」が用意される。
その中でも、ベースグレードに加え、VDCなどが装備され若干仕様が向上された「Type V」、Type Vの装備に加え、本革シートやリアリクライニングシートなどが標準装備されたされた装備充実グレードの同「Type P」、「Type V」の装備に加え、18インチタイヤ（標準車は17インチ）や専用バンパー、サイドシルスポイラー、パドルシフトなどが標準装備されたスポーツグレードの「Type S」、そして「Type S」と「Type P」の装備を両立した最上級グレードの「Type SP」が用意される。なお、250GTには「Type SP」を除く全シリーズが、350GT/370GTには「Type S」、「Type P」、「Type SP」のみが用意される。ただし、250GTに「Type S」が設定されたのは2007年11月の一部改良時である。また、370GTあるいは350GTの「Type S」および「Type SP」には、世界初の4WASがオプション設定された。
250GTには、「250GT Type S」、「250GT Type SP」を除く全車にアテーサE-TSを採用する四輪駆動車が設定された。なお、このモデルのグレード名はそれぞれ「250GT FOUR」、「250GT FOUR Type V」、「250GT FOUR Type P」となる。
2010年1月のマイナーチェンジでは「370GT Type P」が廃止され、一方で仕様向上が図られ、それまで全グレードにオプション設定されていたHDDカーウイングスナビゲーションシステムが標準装備となったため、「250GT」に廉価モデルのナビレスグレード「A Package」が追加された。また、それまで「250GT」および「250GT FOUR」についてはVDCが装備されなかったが、全車標準装備となり、250GTのVDC装着グレードであった「250GT Type V」にはプライバシーガラスや後席エアコンなどが標準設定となった。
2013年11月には、次期型のV37型発表に伴い370GT系全グレードの販売を終了するとともに、2.5L車3グレード（「250GT」・「250GT Type S」・「250GT FOUR」）にラインアップを集約し、装備の追加や価格改定による車両本体価格の値下げを行った上で販売が継続された。250GTおよび250GT FOURにもプライバシーガラスが標準装備となり、販売価格は「250GT」で30.66万円、「250GT Type S」で26.88万円、「250GT FOUR」で23.835万円引き下げられた。併せて、日産ホームページのWebカタログにV36型スカイラインセダンのページが新設され、元々あるスカイラインセダンのWebカタログとは区別される。その後、V37型2.0Lターボ車の登場に伴い2014年度にて生産終了となった。

### 特別仕様車
50th Limited

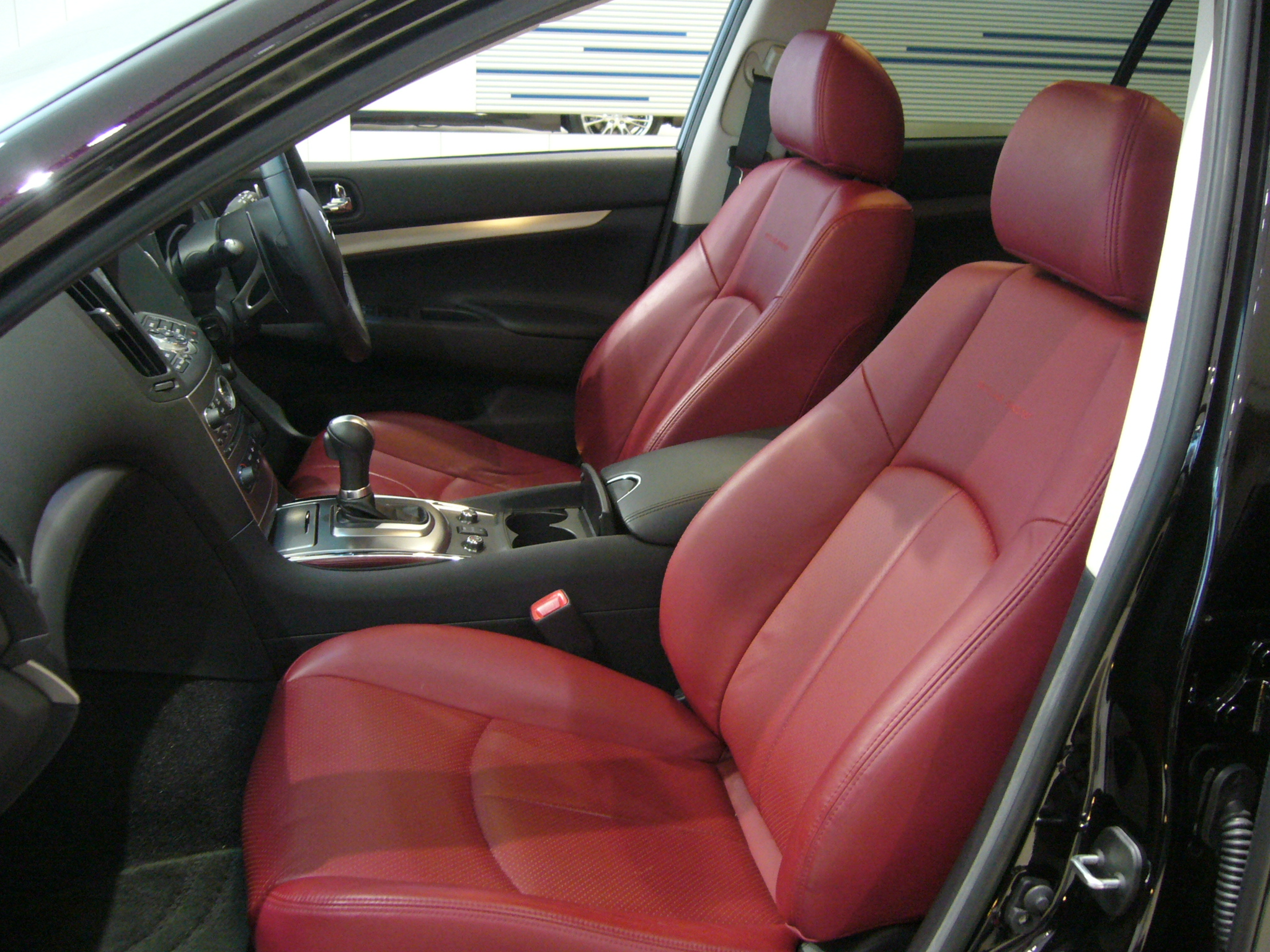
55th Limited 室内

2007年11月に発売。翌2008年3月31日までの期間限定車。同車の50周年を記念したモデルで、ベース車は「Type P」および「Type SP」全車。「SKYLINE SINCE 1957」の刺繍入り赤色本皮革シート、シリアルナンバープレートなどが装備された。
55th Limited

2011年12月に発売。2013年4月30日受注分までの期間限定車だが、期間内であっても555台を完売した時点で受け付け終了となる。同車の誕生55周年を記念したモデルで、ベース車は「370GT Type SP」、「250GT Type P」、「250GT FOUR Type P」。特別装備は、2007年に登場した50th Limitedとほぼ同様だが、外装色にはフーガに採用される「ガーネットブラックパール」が特別に用意された。翌2012年2月には、クーペにも同名の特別仕様車が設定された。

## 年表
2006年4月
北米国際オートショーでV36型インフィニティ・G35セダンを発表。
2006年11月20日
日本での販売を開始。
2007年11月27日
「250GT Type S」追加。一部仕様変更。
同時に、期間限定車「50th Limited」を設定。
2008年12月2日
一部改良。エンジンの変更など。
2010年1月6日
マイナーチェンジ。外観の変更、「250GT」系FR車に7速ATを設定。
2011年12月19日
期間限定車「55th Limited」が発売。
2013年11月11日　
V37型セダンの発表に伴い、グレード体系を「250GT」・「250GT Type S」・「250GT FOUR」の3グレードに集約。
2014年1月
同月までの新車登録台数の累計が5万4438台 に達する。
2014年11月末
オーダーストップ、並びに生産終了。それ以降は在庫分のみの販売となる。
2014年12月末
販売終了。

## 受賞
2006年
- スポーツニッポン「キング・オブ・カー」

2007年
- グッドデザイン賞 商品デザイン部門